# Caesetius globicoxis
Caesetius globicoxis là một loài nhện trong họ Zodariidae.
Loài này thuộc chi Caesetius. Caesetius globicoxis được George Newbold Lawrence miêu tả năm 1942.